# Heerbann
Heerbann (früher auch Heermannie, mhd. herban, ahd. heriban; mittellateinisch heribannus, französisch arrière-ban) war in der Reichsheeresverfassung des Heiligen Römischen Reiches das Aufgebot aller waffenfähigen freien Grundbesitzer zur Heerfahrt, d. h. zu einem Reichskrieg.
Der ursprünglichen Wortbedeutung nach (ahd. bannan „gebieten“ oder „verbieten“, eigentlich „sprechen“) war der Heerbann ein „Aufruf“ des Königs oder Herzogs zum Kriegsdienst; siehe auch Königsbann.

## Geschichtliche Entwicklung
Karl der Große zog alle waffenfähigen freien Grundbesitzer jeden Sommer während einiger Monate zur Heerfahrt heran, d. h. zu Feldzügen im Rahmen der Reichskriege in verschiedenen Teilen Europas, wobei die gepanzerte Reiterei von großer Bedeutung war. So beim Langobardenfeldzug und den Feldzügen nach Nordspanien sowie gegen Awaren, slawische Stämme und in den Sachsenkriegen.
Bei der durch die steten Feldzüge nötigen Regelung des Heerbannes wurde derselbe nach dem Rang der Pflichtigen in sieben Klassen oder sogenannte Heerschilde geteilt. Die Feldzüge, welche mit Hilfe des Heerbannes ausgekämpft wurden, hießen Heerfahrten, die Teilnahme der Vasallen Heeresfolge.
Neben dem Heerbann entwickelte sich schon früh das Lehnswesen, infolgedessen nach dem Tod Karls des Großen der Heerbann mehr und mehr verfiel. Da derselbe für ärmere Landeigentümer, deren mehrere gemeinschaftlich einen Krieger auszurüsten hatten (es kam auf je drei Hufen ein Mann), sehr beschwerlich wurde, so suchten sie sich ihm dadurch zu entziehen, dass sie sich unter den Schutz und in den Dienst von Mächtigeren begaben, von welchen sie bei der Ausrüstung unterstützt oder auch ganz vom Kriegsdienst befreit wurden.
Dies führte gegen Ende des 10. Jahrhunderts zur Umgestaltung der ganzen Kriegsverfassung. Die Heere der Könige bestanden nämlich nun nicht mehr aus der Gesamtheit der Freien, sondern aus den mächtigeren Reichsbeamten oder Vasallen und dem Dienstgefolge derselben, und diejenigen, welche keine Kriegsdienste leisteten, wurden zu einer Heersteuer verpachtet.
Zur Zeit der Kreuzzüge, als das Lehnssystem seinen Höhepunkt erreichte, war der Heerbann in allen abendländischen Reichen schon fast ganz verschwunden.